# 汤浅年子
湯浅年子（1909年12月11日—1980年2月1日）是一位在法國工作的日本核子物理學家，也是日本首位女性物理學者。

## 生平
湯浅年子生於1909年的東京台東區 她的父親是日本特許廳的工程師，母親則來自傳統文學世家。 1927年至1931年間，湯浅就讀於東京女子高等師範學校（現御茶水女子大學）理科 ，隨後進入筑波大學，攻讀物理學，是日本第一個專研物理學的女性。 1934年，湯浅自筑波大學畢業，取得理學士學位

## 職業生涯
畢業後，湯浅任教於Tokyo Bunrika University，為兼任助理教授，開始研究分子光譜學。1935年，湯浅轉為東京女子大學講師，任教至1937年，之後幾年則返回母校東京女子高等師範學校任教，擔任助理教授。

## 晚年
湯浅於1974年自法國國家科學研究中心退休，1975年獲該中心榮譽退休教授頭銜。1976年，日本政府頒發褒章給她，表揚她促進日本與法國之間的文化交流。 湯浅於1980年因癌症入院治療 ，同年2月1日過世，得年70歲。
日本政府於湯浅身後追贈寶冠白蝶章。御茶水女子大學也在2002年設立御茶水湯浅獎，鼓勵年輕女性科學家至法國從事深入研究。